# سام لونغ
سام لونغ (بالإنجليزية: Sam Long)‏ (16 يناير 1995 في المملكة المتحدة - ) هو لاعب كرة قدم بريطاني في مركز الدفاع. لعب مع أكسفورد يونايتد ونادي كيدرمينستر هاريرز لكرة القدم.

## وصلات خارجية
- سام لونغ على موقع قاعدة بيانات كرة القدم.إي يو (الإنجليزية)
- سام لونغ على موقع Soccerbase.com (لاعب) (الإنجليزية)